# Священний дух
«Священний дух» (Espíritu sagrado) — науково-фантастична трагікомедія 2021 року, режисером і сценаристом є Чема Гарсія Ібарра. Це міжнародна копродукція Іспанії, Франції та Туреччини.

## Про фільм
В Ельче члени асоціації уфологів зустрічаються щотижня, щоб обмінятися інформацією про позаземні повідомлення та викрадення. Хуліо, їхній лідер, несподівано помирає, залишаючи Хосе Мануеля єдиною людиною, яка знає космічну таємницю. Їхній таємний план зміни людства опиняється під загрозою після смерті лідера.
Тим часом відбуваються пошуки зниклої дівчини.
Ці дві події дивним чином пов'язані між собою.

## Знімались
| Актор           | Роль         |
| --------------- | ------------ |
| Нахо Фернандес  | Хосе Мануель |
| Ллум Аркес      | Вероніка     |
| Жоана Вальверде | Чаро         |
| Лорена Іглесіас | диктор       |